# Grand Champions Brazil 2012 - Singolare
Carlos Moyá era il detentore del titolo ma ha deciso di non partecipare.
Fabrice Santoro ha battuto in finale Mark Philippoussis per 6-3, 6-4.

## Tabellone

### Finali
|  | Finale             |                    |                    |   |    |  |
|  |                    |                    |                    |   |    |  |
|  | Mark Philippoussis | Mark Philippoussis | Mark Philippoussis | 3 | 4  |  |
|  | Fabrice Santoro    | Fabrice Santoro    | Fabrice Santoro    | 6 | 6  |  |
|  |                    |                    |                    |   |    |  |
|  | Finale 3º posto    |                    |                    |   |    |  |
|  |                    |                    |                    |   |    |  |
|  | Thomas Enqvist     | Thomas Enqvist     | Thomas Enqvist     | 6 | 7  |  |
|  | Flávio Saretta     | Flávio Saretta     | Flávio Saretta     | 3 | 63 |  |

### Gruppo A
|  |                    | Philippoussis | Enqvist  | Puerta   | RR V–P | Set V–P |  | Posizione |
|  | Mark Philippoussis |               | 6-4, 6-1 | 6-2, 7-5 | 2-0    | 4-0     |  | 1         |
|  | Thomas Enqvist     | 4-6, 1-6      |          | 6-4, 6-2 | 1-1    | 2-2     |  | 2         |
|  | Mariano Puerta     | 2-6, 5-7      | 4-6, 2-6 |          | 0-2    | 0-4     |  | 3         |

La classifica viene stilata in base ai seguenti criteri: 1) Numero di vittorie; 2) Numero di partite giocate; 3) Scontri diretti (in caso di due giocatori pari merito ); 4) Percentuale di set vinti o di games vinti (in caso di tre giocatori pari merito ); 5) Decisione della commissione.

### Gruppo B
|  |                 | Santoro  | Saretta  | Bruguera | RR V–P | Set V–P |  | Posizione |
|  | Fabrice Santoro |          | 6-2, 6-2 | 6-2, 6-2 | 2-0    | 4-0     |  | 1         |
|  | Flávio Saretta  | 2-6, 2-6 |          | 6-4, 6-4 | 1-1    | 2-2     |  | 2         |
|  | Sergi Bruguera  | 2-6, 2-6 | 4-6, 4-6 |          | 0-2    | 0-4     |  | 3         |

La classifica viene stilata in base ai seguenti criteri: 1) Numero di vittorie; 2) Numero di partite giocate; 3) Scontri diretti (in caso di due giocatori pari merito ); 4) Percentuale di set vinti o di games vinti (in caso di tre giocatori pari merito ); 5) Decisione della commissione.